# Juanita Caracciolo
Juanita Caracciolo   (Ravenna, 25 d'octubre de 1888 - Milà, 5 de juliol de 1924) va ser una soprano italiana.

## Biografia
Fou filla del napolità Gennaro Caracciolo (ca.1861-1937), administrador i director de companyies d'opereta, i de l'hongaresa Maria Girczy, coneguda artísticament com a Maria Mayer, una cantant de la companyia d'opereta còmica que dirigia el seu marit. Amb només sis anys, Juanita va començar a actuar a l'empresa del seu pare, qui més tard es va fer càrrec de la direcció de la famosa Compagnia Maresca. Juanita va demostrar que posseïa una bella veu de soprano i va començar a Milà els estudis musicals amb la mestra Clelia Sangiorgi. El seu debut va tenir lloc amb només dinou anys al Politeama de Gènova el 31 de desembre de 1907, interpretant el paper de Nedda de Pagliacci de Ruggero Leoncavallo, aconseguint un èxit considerable, que va repetir en diverses ocasions en el paper de Colombina.

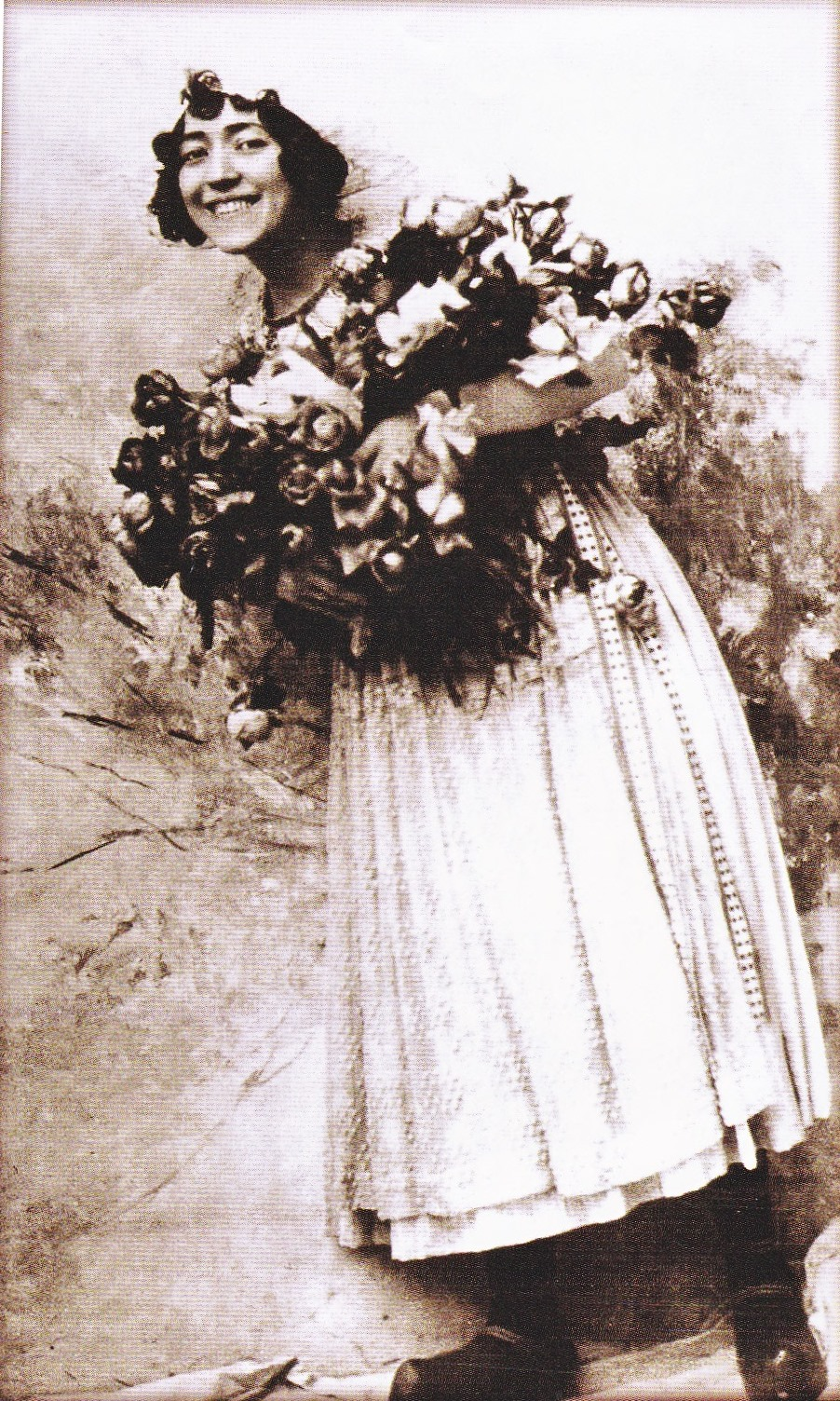
Juanita Caracciolo a "Lodoletta"

El 1908, al Teatro alla Scala de Milà va ser Margherita/Elena de Mefistofele d'Arrigo Boito, dirigida per Arturo Toscanini, amb Feodor Chaliapin, i el 1909 va interpretar La Wally d'Alfredo Catalani, dirigida per Vittorio Gui, amb Cesare Formichi, al Teatre Gaetano Donizetti de Bèrgam. Tanmateix, la seva notorietat a l'estranger també va arribar després de la seva gira per Egipte el 1911, any en què es va casar amb Giacomo Armani, director suplent dels directors Arturo Toscanini, Rodolfo Ferrari i Leopoldo Mugnone. El 1913 a Bèrgam va interpretar el paper de Violetta de La traviata de Giuseppe Verdi, dirigida per Armani. Gràcies a la suau bellesa i encant de la seva veu, poc potent, però expressiva, va cantar als principals teatres italians i mundials. Com altres cantants d'aquella època es va especialitzar en el repertori verista, interpretant obres de Puccini, Mascagni, Catalani, Leoncavallo, Boito, però també obres no veristes de Verdi, Richard Wagner i Johann Strauss fill.
El 1918 va ser la protagonista de Lodoletta de Mascagni a Bèrgam, dirigida per Ettore Panizza, amb Beniamino Gigli i Aristide Baracchi, i el 1919 al Teatre Rossini de Pesaro va ser Gabriella a l'estrena mundial de La via della finestra de Riccardo Zandonai. El 1920, al Teatre de l'Òpera de Roma, va ser Madama Butterfly amb Manfredi Polverosi, Gabriella a La via della finestra, amb Polverosi, Margherita a Mefistofele, amb Nazzareno De Angelis, Manon de Jules Massenet amb Giacomo Lauri-Volpi i Ezio Pinza i, al Teatre Municipal de Bolonya, Manon Lescaut amb Aureliano Pertile i Ernesto Badini.
El 1922 al Teatro Regio de Torí va ser La Wally dirigida per Tullio Serafin. Cridada a La Scala de Milà per Toscanini, va assolir el cim de la seva carrera actuant amb èxit a Manon Lescaut amb Pertile i Badini el 26 de desembre de 1922, a Luisa i a Die Meistersinger von Nürnberg. Va ser parella de cantants extraordinaris, com ara Beniamino Gigli, Aureliano Pertile i Ezio Pinza, entre d'altres, i va tenir una importància considerable en el panorama cultural de l'època també pels contactes que va mantenir amb Mascagni, Puccini, Massenet i Toscanini.
Aquell any de 1922 va actuar al Gran Teatre del Liceu, els dies 6, 8 i 9 de maig, en les representacions de l'òpera Anima allegra, de Franco Vittadini.
El maig de 1924, quan es trobava en el punt àlgid de la seva carrera, va contreure una infecció molt greu, probablement al part d'un fill, que la va provocar la mort en pocs mesos, amb només trenta-cinc anys.
El musicòleg i crític italià Rodolfo Celletti parlava d'ella amb aquestes paraules: «Segurament la soprano més rigorosa i exquisidament lírica de la seva època pel que fa a veu, aparença, gust, interpretació, escena, repertori; una cantant tota gràcia, amabilitat, elegància, perquè la seva veu tenia una delicadesa íntima i una melodiosa apagada i acaronadora».

## Repertori
| Ruolo               | Titolo                         | Autore      |
| ------------------- | ------------------------------ | ----------- |
| Elena Margherita    | Mefistofele                    | Boito       |
| Wally               | La Wally                       | Catalani    |
| Luisa               | Luisa                          | Charpentier |
| Maddalena di Coigny | Andrea Chénier                 | Giordano    |
| Nedda               | Pagliacci                      | Leoncavallo |
| Rosaura             | Le maschere                    | Mascagni    |
| Isabeau             | Isabeau                        | Mascagni    |
| Lodoletta           | Lodoletta                      | Mascagni    |
| Manon               | Manon                          | Massenet    |
| Manon Lescaut       | Manon Lescaut                  | Puccini     |
| Mimì                | La bohème                      | Puccini     |
| Cio-Cio-San         | Madama Butterfly               | Puccini     |
| La Marescialla      | Der Rosenkavalier              | Strauss     |
| Violetta Valéry     | La traviata                    | Verdi       |
| Eva                 | Die Meistersinger von Nürnberg | Wagner      |
| Gabriella           | La via della finestra          | Zandonai    |